# Gavião-pombo-pequeno
Bútio-de-pescoço-branco ou gavião-pombo-pequeno (Buteogallus lacernulatus) é um gavião da família dos acipitrídeos. Também é conhecido pelo nome de gavião-pomba.

## Características
Possui a cabeça e partes inferiores do corpo de cor branco-puro, em voo pode ser confundido com pombos, e o dorso é anegrado. As asas têm desenho negro na face ventral, sendo também negra na face dorsal. Cauda curta e branca, com base estreita e faixa anteapical negra. Por causa da cor branco-puro a espécie destaca-se à distância. Possui 43 a 52 cm de comprimento, envergadura 96  cm, asa 295 mm, cauda 157 mm, bico 23 mm e tarso 85 mm.

## Alimentação
Alimenta-se de aranhas, pequenas cobras, roedores, pequenos mamíferos, lagartixas, insetos, aves e mocós. Forrageia animais espantados no solo por formigas-de-correição e por bandos de macacos ou quatis que servem de “batedores”.

## Reprodução
Na época da reprodução faz o ninho com galhos secos no alto das árvores.

## Hábitos
Habita florestas na vertente atlântica, pode ser observado empoleirado na orla da mata ou sobrevoando a pouca altura as florestas da Serra do Mar.

## Distribuição Geográfica
Endêmico da Mata Atlântica do Brasil oriental, ocorre nos estados de Alagoas, Paraíba, Bahia, Rio de Janeiro, São Paulo, Paraná, Santa Catarina, Minas Gerais e Espírito Santo. No Paraná é considerado espécie rara com pouquíssimos registros, todos eles na Mata Atlântica, onde parece preferir as regiões primitivas.